# Хештпер
Хештпер (перс. هشتپر‎,тал. Haštpar также известный как Талеш, Хаштпар, Хашпар и Хаштпар-э-Тавалеш) — город в Иране, столица Талышского шахрестана, провинции Гилян. По переписи 2016 года его население составляло 54 178 человек в 15 688 семьях. Является пятым по величине городом Гиляна (после Решта, Бендер-Энзели, Лахиджана и Ленгеруда).
Из-за растущего значения талышей в городе и их идентичности, город стали обычно называть Талеш, а не Хештпер, что даже въезжающих в город стала приветствовать большая табличка со словами «Добро пожаловать в город Талеш». Однако во время всеобщей переписи населения в 2006 году это название было заменено на Хештпер. Также есть талышский символ который именуется Хаштпаром.
В Хештпере разговаривают на талышском языке. 